# Općinska A nogometna liga Daruvar 1984./85.
Općinska A nogometna liga Daruvar je bila liga šestog stupnja nogometnog prvenstva Jugoslavije u sezoni 1984./85. 
 
U ligi su sudjelovali većinom klubovi iz "Međuopćinske lige Daruvar – Grubišno Polje" koja je igrana u sezoni 1983./84., a preostali klubovi iz "Općinske lige Daruvar" su igrali u "Općinskoj B ligi".  
 
Sudjelovalo je ukupno 8 klubova, a prvak je bio klub "Dinamo" iz Dežanovca.  

## Sustav natjecanja
8 klubova je igralo dvokružnu ligu (14 kola). 

## Ljestvica
| mj. | klub                         | ut. | pob | ner | por | gol+ | gol- | bod | bod- |
| --- | ---------------------------- | --- | --- | --- | --- | ---- | ---- | --- | ---- |
| 1.  | Dinamo Dežanovac             | 13  | 8   | 2   | 3   | 39   | 26   | 18  |      |
| 2.  | Mladost Daruvarski Brestovac | 13  | 8   | 1   | 4   | 50   | 34   | 17  |      |
| 3.  | Ilova Blagorodovac           | 13  | 7   | 0   | 6   | 35   | 30   | 14  |      |
| 4.  | Jedinstvo Miokovićevo        | 13  | 6   | 2   | 5   | 32   | 37   | 14  |      |
| 5.  | Daruvar II                   | 13  | 8   | 1   | 4   | 37   | 25   | 11  | -6   |
| 6.  | Dinamo Šuplja Lipa           | 13  | 3   | 3   | 7   | 29   | 73   | 9   |      |
| 7.  | Ribar Končanica              | 13  | 3   | 2   | 8   | 30   | 40   | 8   |      |
| 8.  | Partizan Veliki Bastaji      | 10  | 1   | 2   | 7   | 12   | 44   |     |      |

- Daruvarski Brestovac – također iskazan kao Brestovac Daruvarski
- Miokovićevo – tadašnji naziv za Đulovac
- "Partizan" Veliki Bastaji – isključeni nakon 10. kola, u ljestvici njegovi rezultati do izbacivanja
- ostalim klubovima su priznati rezultati protiv "Partizana" iz prvog dijela prvenstva

## Rezultatska križaljka
| kratica | klub                         | DAR | DIND | DINŠL | ILO | JED | MLA | RIB | PAR |
| --- | ---------------------------- | --- | ---- | ----- | --- | --- | --- | --- | --- |
| DAR | Daruvar II                   |     |      |       |     |     |     |     |     |
| DIND | Dinamo Dežanovac             |     |      |       |     |     |     |     |     |
| DINŠL | Dinamo Šuplja Lipa           |     |      |       |     |     |     |     |     |
| ILO | Ilova Blagorodovac           |     |      |       |     |     |     |     |     |
| JED | Jedinstvo Miokovićevo        |     |      |       |     |     |     |     |     |
| MLA | Mladost Daruvarski Brestovac |     |      |       |     |     |     |     |     |
| RIB | Ribar Končanica              |     |      |       |     |     |     |     |     |
| PAR | Partizan Veliki Bastaji      |     |      |       |     |     |     |     |     |
| |                              |     |      |       |     |     |     |     |     |
| podebljan rezultat - utakmice od 1. do 7. kola (1. utakmica između klubova) rezultat normalne debljine - utakmice od 8. do 14. kola (2. utakmica između klubova) rezultat nakošen - nije vidljiv redoslijed odigravanja međusobnih utakmica iz dostupnih izvora rezultat smanjen * - iz dostupnih izvora nije uočljiv domaćin susreta prekrižen rezultat - poništena ili brisana utakmica p - utakmica prekinuta 3:0 p.f. / 0:3 p.f. - rezultat 3:0 bez borbe n.i. - nije igrano |                              |     |      |       |     |     |     |     |     |

 Izvori: